# Monte da Piedade de Algoz
O Monte da Piedade de Algoz é um edifício histórico na aldeia de Algoz, no Município de Silves, em Portugal.

## História e descrição
A instituição do Monte da Piedade de Algoz foi fundada por Tomé Rodrigues Pincho em 24 de Abril de 1702, para auxiliar os lavradores mais pobres, durante os anos de menor produção agrícola. Esta poderá ter sido a primeira instituição deste tipo no Algarve, uma vez que foi autorizada por D. Pedro II em 30 de Julho de 1704. A administração do Monte da Piedade era feita por três irmãos da confraria do Santíssimo Sacramento, tendo sido fundado com um capital de trinta e três moios de trigo, para serem emprestados aos lavradores. A administração dos celeiros comuns foi modificada por uma nova escritura em 1852, e em 1864 uma lei concedeu a exploração destes celeiros às juntas da paróquia.
O edifício funcionava como um celeiro para a instituição, tendo sido doado pelo fundador. Destacam-se os elementos decorativos, feitos utilizado o sistema de trabalho de massa, no qual foi aplicada uma linguagem situada entre as tradições popular e erudita. Na fachada, sobre a porta, existe uma inscrição que indica o fundador da instituição, e a data de construção do edifício: «Monte da Piedade instituído por Thome Roiz Pincho 1704».